# Dystrykt Kalat
Dystrykt Kalat (urdu: قلات) – dystrykt w południowo-zachodnim Pakistanie w prowincji Beludżystan. W 1998 roku liczył 237 834 mieszkańców (z czego 51,69% stanowili mężczyźni) i obejmował 34 410 gospodarstw domowych. Siedzibą administracyjną dystryktu jest Kalat.